# 矽谷毒物聯盟
矽谷毒物聯盟（英文：The Silicon Valley Toxics Coalition, SVTC），根據地在美國加州的聖荷西，是促進高科技產業落實安全環境措施的諮詢與研究團體，於1982年成立。

## 緣起
矽谷是美國重要的高科技業聚集地區，在1980年左右污染問題浮出檯面。1982年，加州矽谷高科技廠區附近的地下水層被發現受到汙染，促使矽谷毒物聯盟成立。聯盟創始成員包括高科技產業員工、社區成員、執法人員、緊急救護人員，以及環保人士。聯盟促成了污染資訊對社區公開與監督的立法，也致使美國環保署在矽谷指定29處需運用超級基金立即清理的污染場址，在此之前，許多學校與社區位於這些污染地之上或附近，民眾卻全然不知。

## 行動
矽谷毒物聯盟持續監督高科技產業的汙染議題與環境衝擊，並串聯全球各地面對相同問題的社區與地方環保團體，舉辦會議與跨國交流，矽谷毒物聯盟並陸續出版相關主題的書籍，從事議題並包括電腦回收、奈米科技潛藏危害等。

## 與台灣交流
鑒於台灣也面對新竹科學工業園區做造成的環境壓力，因此看守台灣協會於2001年邀請矽谷毒物聯盟來台參與以「清淨亞洲」為主題的年會。2007年台灣環境行動網協會再度邀請矽谷毒物聯盟來台，並安排其探訪台南二仁溪沿岸的電子廢棄物污染狀況。

## 外部連結
- 矽谷毒物聯盟 （页面存档备份，存于）